# Tegan and Sara
Tegan and Sara je kanadská indie skupina založená roku 1995 v Calgary. Složená je ze dvou identických dvojčat, sester Tegan Rain Quin a Sary Keirsten Quin (narozené 19. září 1980). Obě sestry hrají na kytaru a klávesy a své písně si skládají samy.

## Historie

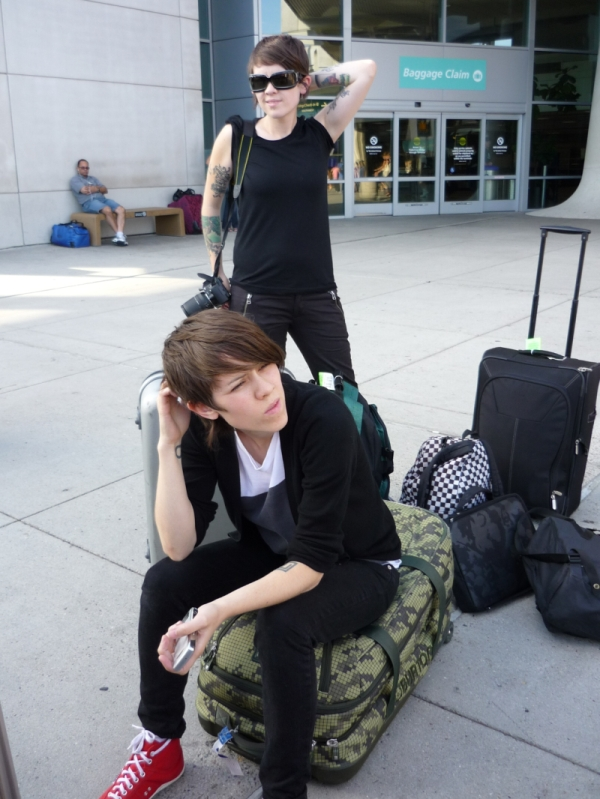
Duo na mezinárodním turné - letiště v San Diegu

Tegan a Sara Quin se narodily 19. září 1980 v Calgary, Alberta. S hrou na kytaru a se skládáním písní začaly ve věku 15 let, kdy založily svou první skupinu nazvanou Plunk, které ovšem chyběl bubeník a basista. V roce 1997 použily školní nahrávací studio k nahrání dvou demo alb: Who's in Your Band? a Play Day. V roce 1998 vyhrály soutěž Calgary's Garage Warz, díky které získaly možnost nahrání profesionálního demo alba Yellow tape, po kterém následovalo Orange tape a Red tape.
Dvě skladby z demo alba Red tape jsou součástí jejich prvního alba Under Feet Like Ours, které nezávisle vydaly v roce 1999 pod jménem „Sara and Tegan“. Později se přejmenovaly na „Tegan and Sara“ kvůli lepší výslovnosti. Změnou jména se chtěly také vyhnout dalším jiným 'Sarám' v hudebním průmyslu: Saře McLachlan a Saře Slean, které byly v té době známé. Tegan byla také lehčí k zapamatování. Manažer Neila Younga s nimi podepsal smlouvu k Youngově nahrávací společnosti Vapor Records. V roce 2000 vydaly se společností Vapor album, This Business of Art, a posléze vyrazily na turné.
V roce 2002 vyšlo jejich třetí album If It Was You. Jejich čtvrté album So Jealous bylo vydáno v roce 2004 a přispělo k jejich většímu úspěchu. Skladba z tohoto alba s názvem „Walking with a Ghost“ byla později nahrána skupinou The White Stripes a vyšla na jejich EP s názvem Walking with a Ghost.
Jejich album vydané v roce 2007, The Con, bylo koprodukováno Chrisem Wallou. Hosty na tomto albu byli Jason McGerr z Death Cab for Cutie, Matt Sharp z The Rentals a Weezer, Hunter Burgan z AFI a Kaki King.
27. října 2009 vydaly Tegan and Sara své v pořadí již šesté album s názvem Sainthood. Spolu s ním vydaly knihu s názvem ON, IN, AT, která obsahuje soubor povídek, esejí, deníků a fotek z podzimního turné, které probíhalo v roce 2008 v Americe a Austrálii. Autory těchto fotek jsou Lindsey Byrnes a Ryan Russell. V průběhu nahrávání alba Sainthood strávily Tegan a Sara víkend v New Orleans, kde spolu napsaly několik písní. Píseň „Paperback Head“ byla vůbec první, kterou napsaly společně. Magazín Spin ohodnotil album Sainthood čtyřmi hvězdami z pěti možných.
V roce 2011 ohlásily, že se na jejich oficiálním e-shopu bude po celý rok každý měsíc objevovat nové zboží. Živé CD/DVD s názvem Get Along bylo vydáno 15. listopadu a obsahuje 3 filmy s názvy 'States', 'India' a 'For The Most Part'. Toto DVD bylo nominováno na cenu Grammy pro rok 2013 v kategorii „Best Long Form Music Video“.
Tegan and Sara začaly nahrávat své v pořadí již sedmé studiové album Heartthrob dne 20. února 2012. Osm skladeb bylo produkováno Gregem Kurstinem. Joey Waronker bubnoval na 8 písních. Dvě další skladby byly produkovány producentem Mikem Elizondem, Victor Indrizzo se na nich podílel bubny, Josh Lopez přispěl kytarou a Dave Palmer klávesami. Zbývající 2 písně byly produkovány Justinem Meldal-Johnsonem. První singl z desky, nazvaný Closer, vyšel 25. září 2012 a je k dostání na iTunes. Obyčejná verze CD obsahuje 10 písní a deluxe verze 12 písní. Album zahajovalo svoji účast v hitparádě Billboard 200 na 3. místě s 49 tisíci prodanými kopiemi v prvním týdnu. Album Heartthrob začalo své působení v Kanadské hitparádě na 2. pozici, na 1. pozici se objevilo v hitpadádě rockových a alternativních alb. 3. října vystoupily Tegan and Sara se singlem Closer v show Conana O´Briena. a posléze ho předvedly také v show Ellen DeGeneres

## Osobní život
Obě dvojčata se otevřeně hlásí k lesbické orientaci. Tegan žije ve Vancouveru a také v Los Angeles se svou přítelkyní, úspěšnou fotografkou, se kterou žije již od roku 2008. Sara bydlí v Montréalu a také v New Yorku se svou přítelkyní; se kterou je přibližně od roku 2011.

## Turné

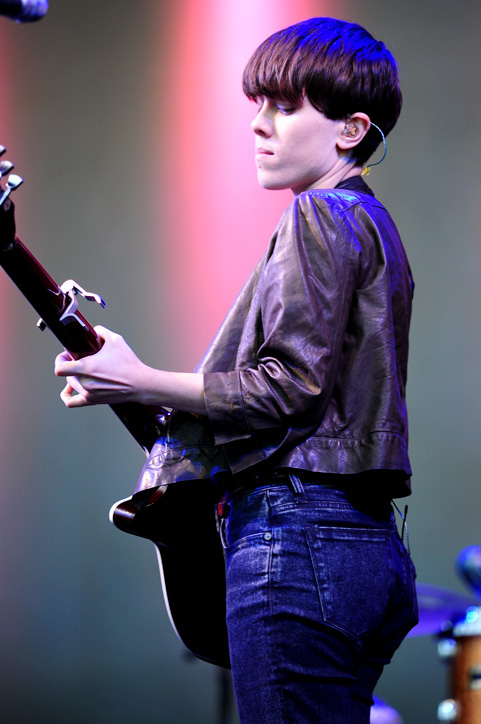
Sara na turné v roce 2010

Tegan a Sara vyjely na turné hned po maturitě v roce 1998, kdy jezdily buď autem nebo autobusem. V roce 2000 měly společně turné s Neilem Youngem a kapelou The Pretenders. Dalšími významnými umělci, s kterými měly společné turné jsou například Ryan Adams, Weezer, Bryan Adams, Jack Johnson, The Black Keys, Ben Folds, Gogol Bordello, Cake, City and Colour, Death Cab for Cutie, Hot Hot Heat, The Killers, New Found Glory, Paramore, Rufus Wainwright, Eugene Francis Jnr, The Jezabels, An Horse, Steel Train, Holly Miranda, Speak a Diana.
Jejich žertování na pódiu (tzv. „banter“) zahrnující historky, či průpovídky o jejich dětství, politice a životě na cestách se staly nepostradatelnou součástí jejich koncertů.
Tegan a Sara pravidelně vystupují i na festivalech jako jsou festivaly Lilith Fair zpěvačky Sarah McLachlan (1999, 2010), Coachella (2005, 2008), Lollapalooza, SXSW (2005, 2013), Austin City Limits, Bonnaroo, Falls Festival, Sasquatch! (2010), True Colors Tour (2008); Southbound (2009), Glastonbury, Winnipeg Folk Festival (2011), Newport Folk Festival (2011), Sasktel Saskatchewan Jazz Fest (2011), Cisco Ottawa Bluesfest (2011) a australský festival Groovin' the Moo (2013).
V prosinci 2010 předskakovaly muzikantu Jacku Johnsonovi na jeho koncertu na Novém Zélandu a v Austrálii. V říjnu roku 2012 vyjely na turné společně se skupinou The Black Keys, se kterou měly 7 společných koncertů v USA, a se skupinou The Killers, se kterou společně hrály na koncertech ve Spojeném království na konci října a v polovině měsíce listopadu.
V roce 2013 se po dlouhé době chystají na turné po Evropě a taktéž ohlásily americké turné společně se skupinou Fun., které začíná 6. července v Torontu a končí 28. září v Bridgeportu v Connecticutu.
4. srpna 2013, po svém vystoupení na montrealském festivalu Osheaga, vystoupily Tegan se Sarou společně s rapperem Macklemorem a Ryanem Lewisem s písní „Same Love“. Části písně, které Tegan a Sara zpívaly, původně nazpívala zpěvačka-skladatelka Mary Lambert, která se stejně jako Tegan a Sara otevřeně hlásí ke své lesbické orientaci.
28. srpna 2013 se Tegan a Sara staly exkluzivními hosty na koncertu americké populární zpěvačky Taylor Swift. Ta, si v rámci svých 4 vyprodaných losangeleských koncertů ve Staples Centru přizvala na jeviště své oblíbené umělce, se kterými si zazpívala své oblíbené písně a mezi které mimo Tegan a Sary („Closer“) patřily zpěvačky Cher Lloyd („Want U Back“), Sara Bareilles („Brave“), Ellie Goulding („Anything Could Happen“) a Jennifer Lopez („Jenny From The Block“).
V rámci svého podzimního turné zavítají poprvé do mnoha zemí, ve kterých doposud neměli šanci vystupovat a mezi kterými nechybí ani Česká republika. 3. listopadu 2013 vystoupí v pražském klubu Roxy.

## Ostatní práce
V roce 2009 si Tegan a Sara poprvé vyzkoušely práci producenta. Tegan produkovala v EP album umělce char2d2 Small Vampires EP, zatímco Sara produkovala v roce 2010 debutová alba skupin Fences a Hesta Prynn.

### Spolupráce

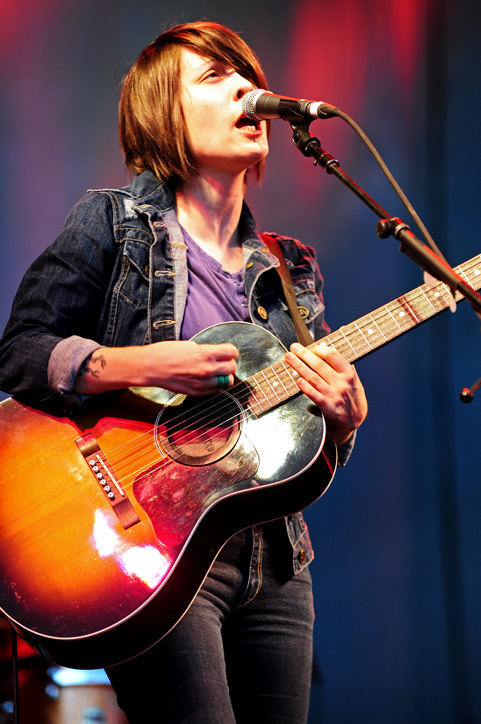
Tegan na turné v roce 2010

Tegan účinkuje na skladbě „Borne of the FM Waves of the Heart“ skupiny Against Me! a zahrála si také v jejich hudebním klipu.
Sara spolupracovala na písni „We're So Beyond This“ kapely The Reason a zároveň vystupuje v hudebním videu k této písni.
Tegan nazpívala doprovodné vokály ke skladbě „Saturday“ zpěvačky Rachael Cantu z jejího alba Run All Night.
V dubnu roku 2008 Tegan napsala a nahrála skladbu s názvem „His Love“ na žádost spisovatele Augusten Burroghse, která se stala součástí audio verze jeho knihy A Wolf at the Table. Tegan a Sara se staly hlavními hvězdami benefičního koncertu Liner Notes pro Housing Works magazínu Spin v září roku 2008.
Kromě vlastního koncertu na festivalu Bonaroo 13. června 2008, vystoupily také s DJ Tiëstem. Tegan a Sara také nazpívaly vokály k jeho remixu písně „Back in Your Head“. V roce 2009 s ním spolupracovaly na skladbě „Feel It in My Bones“ k jeho albu Kaleidoscope a účinkovaly v hudebním videu k tomuto songu.
Tegan a Sara si zahrály v hudebním klipu k písni „Uncharted“ zpěvačky Sary Bareilles. Tento hudební klip měl premiéru v březnu roku 2011 a spolu s nimi v něm vystupují Josh Groban, Laura Jansen, Ingrid Michaelson, Pharell Williams, Adam Levine, Ben Folds, Keenan Cahill, Jennifer Nettles a Vanessa Carlton.
Sara nazpívala vokály k písni „Still Alive“ muzikanta Jonathana Coultona, která vyšla na jeho albu Artificial Heart z roku 2011.
Skupina NOFX nazpívala song „Creeping Out Sara“, který je o dvou sestrách.Během rozhovoru byla Sara dotázána, co si o tomto songu myslí a její odpověď byla: „Píseň se jmenuje "Creeping Out Sara“; Já se jmenuji Sara a byla jsem vyděšená (anglicky I was creeped out).'
Sara účinkuje v hudebním videoklipu umělkyně Kaki King pro píseň s názvem „Pull Me out Alive.“
Tegan si společně s rapperem Astronautalisem zazpívala v písni „Contrails“, která je součástí jeho alba This Is Our Science. Zároveň s ním vystupuje v hudebním videoklipu k této písni.
Obě dámy nazpívaly songy „Body Work“ a „Video“ na albu DJe Morgana Page' In the Air (2012). Současně si zahrály i ve videoklipu k písni „Body Work“.
Skladba Tegan a Sary je součástí znovu-vydaného alba DJe Davida Guetty Nothing But The Beat 2.0. Tato skladba se jmenuje „Every Chance We Get We Run“ a vyšla 10. září 2012.
Tegan a Sara se obě podíleli na skladbách „A Hot Minute“ a „The Worst“ americké zpěvačky Lisy Loeb, které se objevily na jejím albu No Fairy Tale vydaném v roce 2013. Sara napsala skladbu „Sweetie“, která je zahrnuta do deluxe vydání alba „Kiss“ zpěvačky Carly Rae Jepsenové.
| Seznam spoluautorství a sólových kolaborací | Seznam spoluautorství a sólových kolaborací | Seznam spoluautorství a sólových kolaborací | Seznam spoluautorství a sólových kolaborací | Seznam spoluautorství a sólových kolaborací     |
| Člen/ové                                    | Rok                                         | Spolupracovník                              | Song                                        | Album                                           |
| ------------------------------------------- | ------------------------------------------- | ------------------------------------------- | ------------------------------------------- | ----------------------------------------------- |
| Tegan & Sara                                | 2009                                        | Tiësto                                      | „Feel It in My Bones“                       | Kaleidoscope                                    |
| Tegan & Sara                                | 2009                                        | Fucked Up                                   | „Do They Know It's Christmas?“              |                                                 |
| Tegan & Sara                                | 2009                                        | Margaret Cho                                | „Intervention“                              | Cho Dependent                                   |
| Tegan & Sara                                | 2012                                        | Morgan Page                                 | „Body Work“                                 | In the Air                                      |
| Tegan & Sara                                | 2012                                        | Morgan Page                                 | „Video“                                     | In the Air                                      |
| Tegan & Sara                                | 2012                                        | David Guetta a Alesso                       | „Every Chance We Get We Run“                | Nothing But The Beat 2.0                        |
| Tegan                                       | 2005                                        | Vivek Shraya                                | „The Alphabet“                              | A Composite of Straight Lines                   |
| Tegan                                       | 2005                                        | David Usher                                 | „Hey Kids“                                  | If God Had Curves                               |
| Tegan                                       | 2006                                        | Melissa Ferrick                             | „Never Give Up“                             | In the Eyes of Strangers                        |
| Tegan                                       | 2006                                        | Kinnie Starr                                | „La Le La La“                               | In the Eyes of Strangers                        |
| Tegan                                       | 2006                                        | Rachael Cantu                               | „Saturday“                                  | Run All Night                                   |
| Tegan                                       | 2007                                        | Against Me!                                 | „Borne on the FM Waves of the Heart“        | New Wave                                        |
| Tegan                                       | 2008                                        | Alkaline Trio                               | „Wake Up Exhausted“                         | Agony & Irony                                   |
| Tegan                                       | 2009                                        | Jim Ward                                    | „Broken Songs“                              | In The Valley, On The Shores EP                 |
| Tegan                                       | 2009                                        | Rachael Cantu                               | „Saturday“                                  | Far And Wide                                    |
| Tegan                                       | 2009                                        | Rachael Cantu                               | „Thieves and Their Hands“                   | Far And Wide                                    |
| Tegan                                       | 2009                                        | Rachael Cantu                               | „Blue House Baby“                           | Far And Wide                                    |
| Tegan                                       | 2011                                        | Astronautalis                               | „Contrails“                                 | This Is Our Science                             |
| Sara                                        | 2007                                        | The Reason                                  | „We're So Beyond This“                      | Things Couldn't Be Better                       |
| Sara                                        | 2007                                        | Ted Gowans and Kaki King                    | „Sweetness Follows“ (R.E.M. cover)          | Drive XV: A Tribute to Automatic for the People |
| Sara                                        | 2007                                        | Vivek Shraya                                | „Your Name“                                 | If We're Not Talking                            |
| Sara                                        | 2009                                        | Dragonette                                  | „Okay Dolore“                               | Fixin to Thrill                                 |
| Sara                                        | 2010                                        | Emm Gryner                                  | „Top Speed“                                 | Gem and I                                       |
| Sara                                        | 2011                                        | Theophilus London                           | „Why Even Try“                              | Lovers Holiday                                  |
| Sara                                        | 2011                                        | Jonathan Coulton                            | „Still Alive“                               | Artificial Heart                                |

### Televize a film
Tegan and Sara vystupovaly v amerických, kanadských a evropských televizních show, zahrnujíci The Ellen DeGeneres show (2013), Jimmy Kimmel Live! (2005, 2013), Jonovision, The Late Late Show with Craig Kilborn (2004), Late Night with Conan O'Brien (2005, 2007, 2009, 2012), Noční show Davida Lettermana (2000, 2008, 2012), The NewMusic, The Tonight Show with Jay Leno (2008, 2013), C à vous (2013) a ZeD.
Jejich skladby zazněly ve filmech Příšerná tchyně, Listopadová romance a Ach, ty holky, v televizních seriálech 90210, Být Erikou, Posel ztracených duší, Chirurgové, The Hills, Hollyoaks, jPod, Láska je Láska, Změna je život, Melrose Place, One Tree Hill, Famílie, Rookie Blue, Upíří deníky, Veronica Mars, Waterloo Road (2011) a Co nového Scooby-Doo?. Coververze jejich skladby Closer se objevila v epizodě nazvané Feud amerického televizního seriálu Glee, která se vysílala 14. března 2013.
V roce 2006 si Tegan a Sara zahrály v seriálu Láska je Láska v epizodě „Last Dance“ (sezóna 3, epizoda 11). V roce 2008 účinkovaly v dětské televizní hudební show Pancake Mountain, kde zpívaly skladby „Back in Your Head“, „Hop a Plane“ a akustickou verzi písně „Walking with a Ghost“. V roce 2010 účinkovaly v pořadu stanice CBC Mamma Yamma, kde přeměnily svoji píseň „Alligator“ na dětskou verzi písně. Na konci roku 2012 se objevily ve sváteční epizodě seriálu 90210, kde vystoupily s písněmi „Closer“ a „Now I'm All Messed Up“ z nového alba Heartthrob.
V roce 2011 se Sara Quin objevila v programu rádia CBC Radio 1 nazvaném Canada Reads, ve kterém obhajovala knihu spisovatele Jeffa Lemireho Essex County.
V roce 2013 moderovaly Tegan a Sara spolu s rapperem Machine Gun Kellym udílení cen mtvU Woodie awards, které proběhlo během festivalu SXSW. V rámci udílení cen také vystoupily se skladbou Closer. Udílení cen The Woodie Awards bylo vysíláno televizní stanicí MTV 17. března 2013 .

## Členové kapely

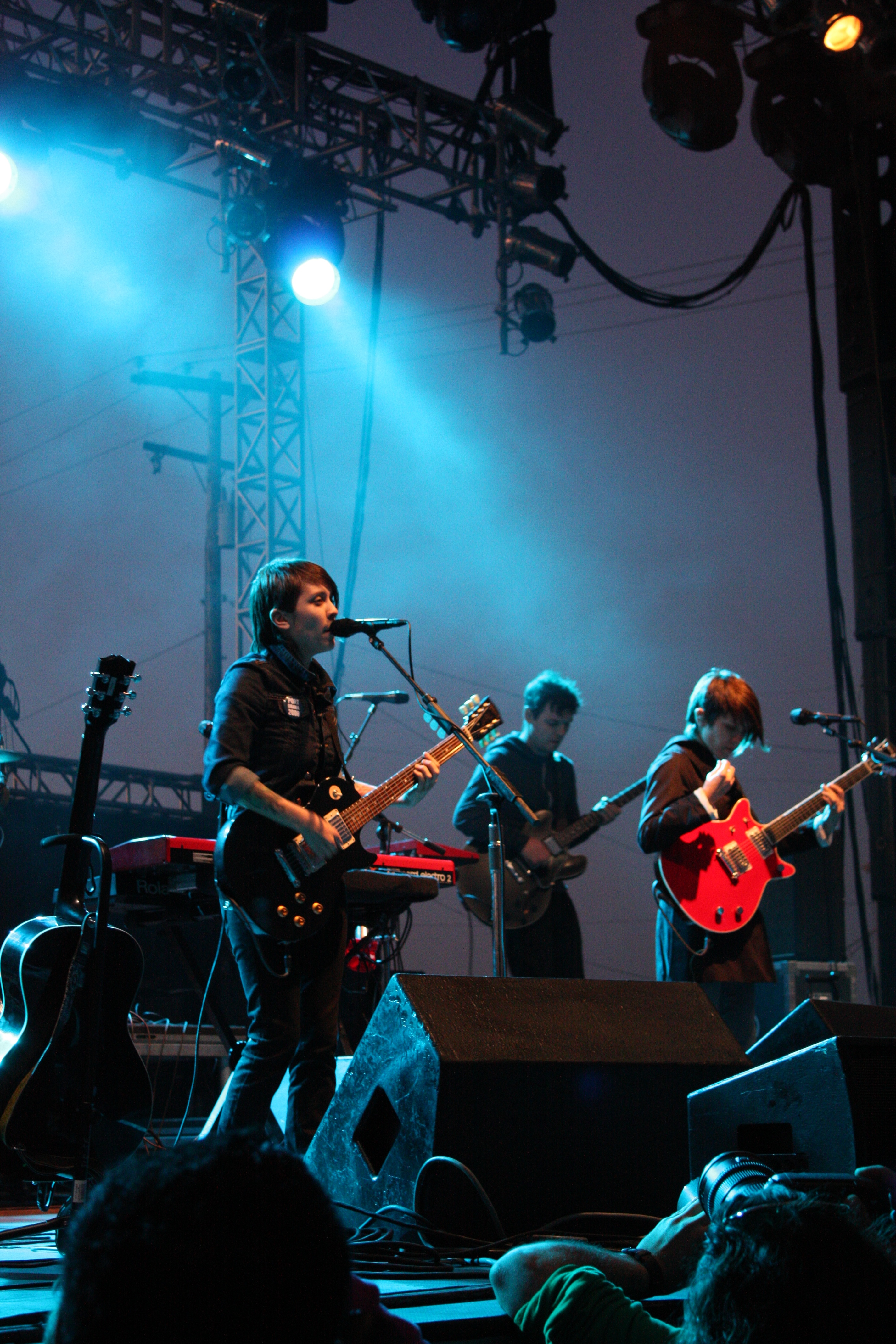
Skupina na Treasure Island festivalu v roce 2008

- Tegan Quin – zpěv, kytara, klávesy
- Sara Quin – zpěv, kytara, klávesy

Doprovodní muzikanti
- Ted Gowans – kytara (2004-dosud)
- Jasper Leak – basová kytara (2012-dosud)
- Johnny Spencer - klávesy(2012-dosud)
- Adam Christgau - bubny (2013-dosud)

Předešlí doprovodní muzikanti
- Johnny Andrews – bubny (2006-2010)
- Shaun Huberts – basová kytara (2007-2010)
- Dan Kelly – basová kytara (2007)
- Chris Carlson – basová kytara (2001-2005)
- Rob Chursinoff – bubny (2001-2005)
- Jason McGerr – bubny (2012)

## Diskografie
- Under Feet Like Ours (1999)
- This Business of Art (2000)
- If It Was You (2002)
- So Jealous (2004)
- The Con (2007)
- Sainthood (2009)
- Heartthrob (2013)
- Love You to Death (2016)

## DVD
- It's Not Fun Don't Do It - (DVD) (2005)
- The Con – (DVD) (2007)
- Get Along - (Live Album/DVD) (2011)

## Ceny a nominace
| Rok  | Nominovaná práce         | Ocenění, kategorie                                                        | Výsledek |
| ---- | ------------------------ | ------------------------------------------------------------------------- | -------- |
| 2000 | —                        | „YTV“, Úspěch kapely/hudební skupiny                                      | Nominace |
| 2003 | If It Was You            | Western Canadian Music Awards, Nejlepší popové album                      | Výhra    |
| 2006 | So Jealous               | Juno Award, Nejlepší alternativní album roku                              | Nominace |
| 2007 | It's Not Fun Don't Do It | Juno Award, Nejlepší hudební DVD roku                                     | Nominace |
| 2008 | The Con                  | Juno Award, Nejlepší alternativní album roku                              | Nominace |
| 2009 | „The Con“                | Studio8, Nejlepší skladba srpna 2009                                      | Výhra    |
| 2010 | Sainthood                | Juno Award, Nejlepší alternativní album roku                              | Nominace |
| 2010 | Sainthood                | Polaris Music Prize                                                       | Nominace |
| 2010 | —                        | Western Canadian Music Awards, Mezinárodní úspěch                         | Výhra    |
| 2011 | —                        | Indie Awards, Skupina nebo duo roku                                       | Nominace |
| 2012 | Get Along                | Juno Award, Nejlepší hudební DVD roku                                     | Nominace |
| 2013 | Get Along                | Grammy Award, Nejlepší dlouhá forma hudebního videa                       | Nominace |
| 2013 | Body Work                | MTV Woodie Awards, Tag Team Woodie                                        | Nominace |
| 2013 | „Closer“                 | NewNowNext Awards, That's My Jam                                          | Nominace |
| 2013 | „Closer“                 | Canadian Radio Music Awards, Nejlepší nová skupina - Dance/Urban/Rhythmic | Výhra    |